# Telipogon pseudobulbosus
Telipogon pseudobulbosus är en orkidéart som först beskrevs av David Edward Bennett och Eric Alston Christenson, och fick sitt nu gällande namn av Norris Hagan Williams och Robert Louis Dressler. Telipogon pseudobulbosus ingår i släktet Telipogon och familjen orkidéer.
Artens utbredningsområde är Peru. Inga underarter finns listade i Catalogue of Life.